# Javier Reyero
Francisco Javier Reyero González (Madrid, 1 de noviembre de 1965) es un periodista y presentador español de televisión especializado en información deportiva. Además es escritor, profesor universitario y formador en habilidades de comunicación.

## Trayectoria
Licenciado en Periodismo por la Universidad Complutense de Madrid en 1988, tan solo un año más tarde se incorpora al equipo fundador de la cadena autonómica de televisión Telemadrid. Pasa a presentar la sección de deportes del informativo Telenoticias, conducido por Hilario Pino. En 1992 es nombrado director de deportes de la cadena, y en ese puesto permanece hasta 2004. Durante esos años, entre otros muchos espacios condujo el programa de los domingos Fútbol es fútbol. En 1999 hizo un paréntesis en su trayectoria en la televisión madrileña para ponerse al frente de los deportes en la cadena Telecinco de ámbito nacional.
En 2004 ficha por Onda 6, cadena para la que presenta los espacios Fútbol 6 y La Pachanga (2004-2008). En 2008-2009 cambia de empresa, y se pone al frente de Veo Fútbol en Veo Televisión. Desde 2012 conduce el programa Centímetros Cúbicos en Antena 3.
Da clases de comunicación en la Universidad Francisco de Vitoria desde 1997 y desde 2006 imparte clase de comunicación deportiva en la Universidad Europea de Madrid.
Es coautor, junto a los periodistas Cristina Mosquera y Nacho Montero, del libro Los diez del Titanic publicado en 2012 coincidiendo con el centenario de la tragedia.
En el año 2019 coincidiendo con el cincuenta aniversario de la llegada del hombre a la luna publica, también en colaboración con Nacho Montero y Cristina Mosquera, la obra Viaje a la Luna.
Estuvo casado con la también periodista televisiva Inmaculada Galván.